# Töshtük
Töshtük est le héros de l'épopée kirghize d'Er-Töshtük, il s'agit d'un guerrier très puissant qui affronte une foule d'épreuves et se retrouve prisonnier sous terre